# Roel de Mon

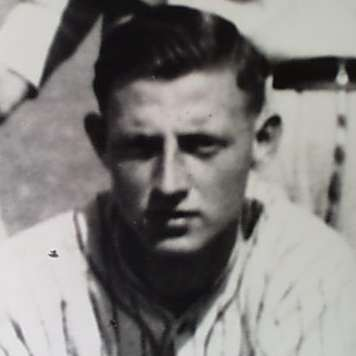
Roel de Mon

Roel de Mon (Haarlem, 5 november 1919 - aldaar, 2 november 1973) was een Nederlands honkballer.

## Honkballoopbaan
Roel de Mon heeft nog altijd de naam om de snelste Nederlandse werper aller tijden te zijn. Hij vierde triomfen tussen 1940 en 1948, waarin hij met de Haarlemse clubs SC Haarlem (1940, 1941) en Schoten (1947) driemaal landskampioen werd. De Tweede Wereldoorlog stond interlandsuccessen in de weg. De Mon speelde slechts twee interlands, tegen België. Kort na de bevrijding pitchte hij in een wedstrijd van een Nederlandse selectie tegen een Amerikaans/Canadees legerteam. Een Amerikaanse legerkapitein die betrokken was bij een prof-baseballteam in de VS adviseerde Roel de Mon serieus om de oceaan over te steken om zijn geluk daar te beproeven. De Mon bleef echter in Nederland. Het vermaarde harde werpen had een keerzijde: het veroorzaakte een ernstige armblessure die eind jaren ’40 het voortijdige einde betekende voor de sportcarrière voor De Mon.

## Records
Roel de Mon bezit nog steeds twee all-time hoofdklasse records:
- De meeste strikeouts in 1 seizoen (1940): 225, in 14 wedstrijden.
- De meeste strikeouts in 1 wedstrijd (Schoten-VVGA, 1943): 26, van de maximaal haalbare 27 ‘nullen’.

## Erkenning
Sinds 1969 wordt de Roel de Mon Award uitgereikt aan de beste werper uit de juniorencompetitie, die tot eind jaren’70 de Roel de Mon-competitie heette. Op 3 mei 1984 werd De Mon opgenomen in de Hall of Fame van de KNBSB.